# 솜욧 품판무앙
솜욧 품판무앙(태국어: สมยศ พุ่มพันธุ์ม่วง, Somyot Phumphanmuang, Somyot Poompanmoung, 1954년 12월 27일 ~ )은 태국의 경찰관으로, 2014년부터 경찰청장에 재직중이다. 그는 2015년 방콕 폭탄 테러 때 적극적으로 범인 검거에 힘썼다.